# Marsdenia crinita
Marsdenia crinita är en oleanderväxtart som beskrevs av Oliver. Marsdenia crinita ingår i släktet Marsdenia och familjen oleanderväxter. Inga underarter finns listade i Catalogue of Life.